# Objectiu

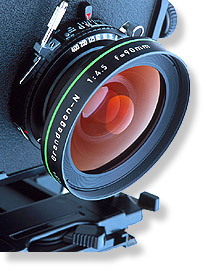
Objectiu d'una càmera.

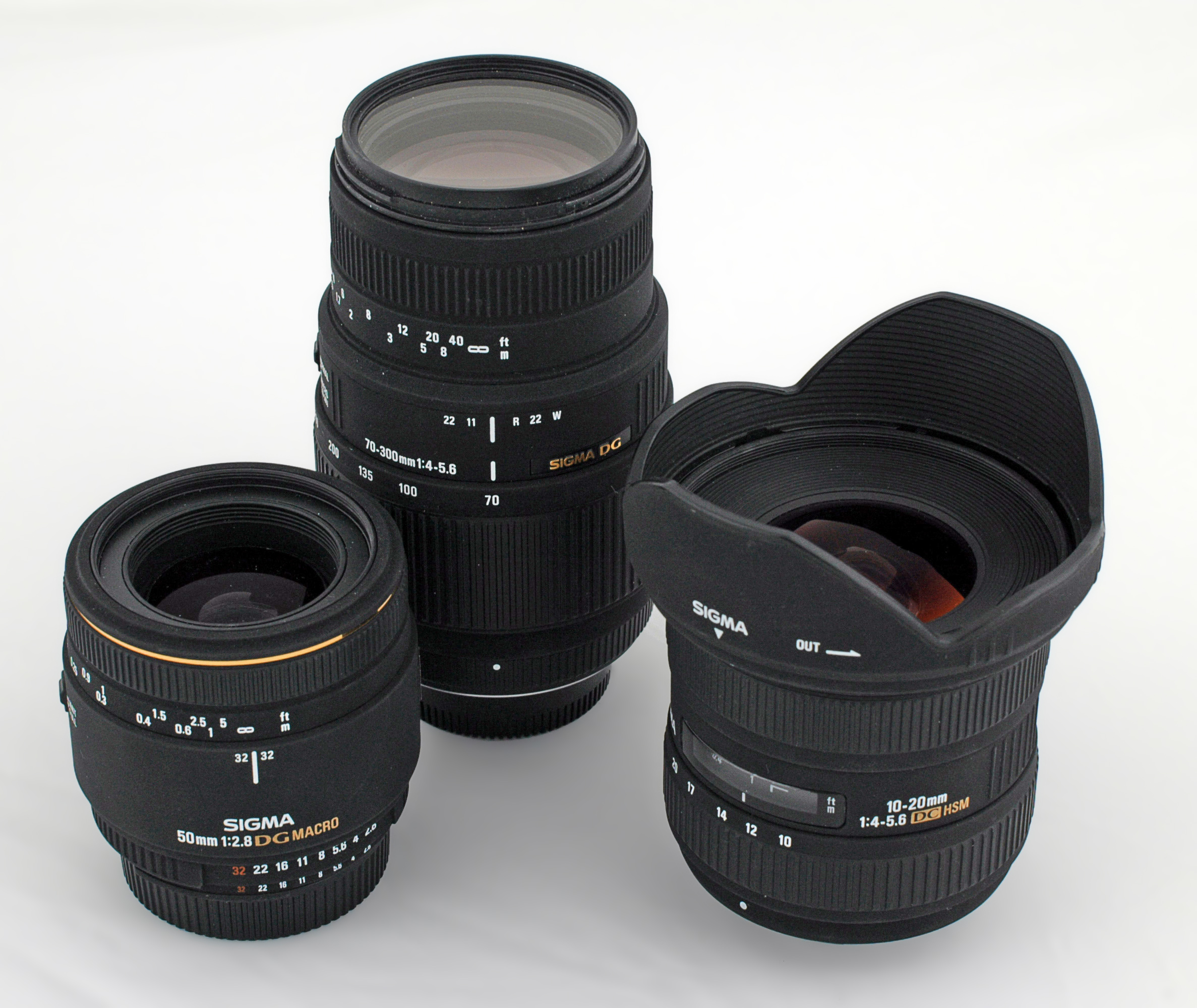
1:2,8/50 Macro - 1:4-5.6/70-300 - 1:4-5.6/10-20

Un objectiu és un conjunt de lents convergents i divergents que formen part de l'òptica d'una càmera tant fotogràfica com de vídeo. Té la funció de rebre els feixos de llum procedents de l'objecte i modificar-ne la direcció fins a crear la imatge òptica, rèplica lluminosa de l'objecte. Aquesta imatge es llançarà contra el suport sensible: sensor d'imatge en el cas d'una càmera digital, i pel·lícula sensible en la fotografia química.
No hi ha una diferència significativa entre un objectiu d'una càmera fixa, una càmera de vídeo, un telescopi, un microscopi, o un altre aparell, però el disseny detallat i la construcció són diferents. Segons la càmera, hi ha objectius fixos i objectius intercanviables de diferents longituds focals, obertures, i altres propietats.

## Història
La càmera obscura és l'antecedent directe de les càmeres actuals, de manera que l'objectiu fotogràfic es pot relacionar amb el forat d'aquest aparell. La càmera obscura consisteix en un espai tancat i a les fosques on només accedeix la llum a través d'un forat molt petit, mitjançant el qual es crea una projecció dels objectes situats a l'exterior.
Aquesta projecció és possible perquè la llum que prové de l'exterior es concentra en un punt molt reduït i permet projectar una imatge nítida en una emulsió fotogràfica. No obstant això, per a mantenir aquesta nitidesa, el forat ha de ser tan petit que la llum que entra no és suficient per a realitzar una fotografia en un temps reduït, creant la necessitat d'allargar el temps d'exposició.
D'altra banda, quan s'augmenta l'orifici pel qual entra la llum amb la finalitat de reduir el temps d'exposició, es perd nitidesa. Això és degut al fet que la imatge projectada prové de diferents angles i crea una superposició d'imatges. És a dir, cada punt concret de l'objecte representat passa a ser projectat en més d'un punt de l'emulsió fotogràfica, en comptes de reproduir-se en un únic punt. A causa d'això apareix el cercle de confusió, que redueix la nitidesa a mesura que n'augmenta la mida.
Per a donar una solució a aquesta limitació, s'introdueix una lent convergent en el procés. Si fem passar un feix de llum a través d'una lent convergent, veurem que els raigs tenen tendència a ajuntar-se. Tots els raigs que provenen d'un mateix origen convergeixen en un mateix punt a l'altre costat de la lent: aquest punt és la imatge del seu origen. Si considerem que una escena està constituïda per infinits punts, en captar la llum emesa per ella amb una lent convergent obtindrem una imatge nítida. Per tant, quan es disposa una lent convergent, el forat pel qual entra la llum a la càmera no necessita ser tan petit, ja que la lent concentra els raigs.
D'altra banda, una lent simple, formada per una única peça de vidre, compta amb un seguit d'aberracions, en major o menor grau. En aquesta lent, les aberracions cromàtica, esfèrica, color lateral, coma, astigmatisme i curvatura del camp es combinen donant una definició pobra, mentre que la distorsió dona lloc a imatges distorsionades. Així, encara que les aberracions poden ser controlades en més o menys grau, la millor lent simple que puguem produir estarà limitada no només pel que fa a la qualitat, sinó també a la seva obertura relativa, és a dir, rapidesa i camp abastat. En els inicis de la fotografia, prest es va comprovar que per aprofitar millor el procés fotogràfic era necessari millorar aquestes qualitats, especialment la rapidesa, a causa de la poca sensibilitat de les pel·lícules en aquell moment.
El següent pas va consistir a incloure les lents compostes. El motiu pel qual el rendiment d'una lent simple no pot ser millorat més enllà de cert extrem està en el nombre limitat de variables sobre les quals és possible intervenir. En canvi, únicament utilitzant dues peces de vidre —dos elements— en lloc d'una, el nombre de possibilitats augmenta. A més de disposar de quatre superfícies de vidre per a desviar la llum, s'hi pot utilitzar diferents vidres per a les dues lents i també variar-ne la separació. Aquesta llibertat del disseny d'una lent composta augmenta encara més quan s'augmenta el nombre d'elements.
D'aquesta manera, mitjançant dos o més elements s'intenta compensar entre si les aberracions. Amb tot, no sol ser possible eliminar-les totalment, sinó reduir-les a un nivell acceptable. Sovint, la correcció d'una aberració n'accentua una altra, i és menester acceptar un terme mitjà, especialment en objectius d'ús general. L'alta definició, la gran obertura i el gran angle de camp solen ser requisits oposats entre si; millorar un implica sacrificar parcialment els altres dos.
Amb la finalitat de perfeccionar l'objectiu fotogràfic, s'han realitzat milers de dissenys. Es podrien agrupar els objectius en diferents categories, basades en els progressos dels dissenyadors del segle xix, els quals eren plenament conscients de les limitacions dels seus paràmetres. En canvi, a partir del segle xx, els objectius, encara que de modesta obertura i angle de camp, estaven ja corregits de les set aberracions primàries. Des de llavors, el progrés en el disseny s'ha d'atribuir a la millora dels materials òptics, a les tècniques de redescobriment, a l'ajuda d'ordinadors, als nous mètodes de producció i a les noves tècniques d'avaluació

## Característiques[calcitació]

### Lluminositat
La lluminositat, obertura relativa o número f d'un objectiu és la màxima intensitat de llum que pot transmetre; està representada per la màxima obertura de la seva escala. Així, per exemple, un objectiu amb obertura màxima de f1,4, és el doble de lluminós que un f2 i quatre vegades més lluminós que un f2,8. L'obertura de l'objectiu és un control molt important per enfosquir o aclarir les imatges -que ajuda a compensar les condicions de claror o foscor del subjecte. però encara exerceix major influència sobre els resultats visuals quan es fotografien escenes amb objectes que es troben a diferents distàncies de l'objectiu.
La lluminositat expressa la relació entre la longitud focal de l'objectiu i el diàmetre (en mil·límetres) de la màxima obertura de diafragma. Per això, un objectiu de major lluminositat i igual longitud focal que un altre tindrà forçosament un diàmetre major. Precisament aquest major diàmetre és el que permet captar i fer arribar a la pel·lícula una major intensitat de llum.
La lluminositat d'un objectiu està determinada doncs per: 
- La distància entre l'objectiu i la imatge projectada, la qual cosa és funció de la distància focal.
- El diàmetre del feix de llum que penetra per l'objectiu, la qual cosa depèn del disseny i construcció del mateix objectiu. El valor màxim d'aquest diàmetre (amb màxima obertura del diafragma) és conegut com a obertura efectiva.

### Profunditat de camp
La profunditat de camp és la distància compresa entre el punt més pròxim i el més llunyà del subjecte que resta enfocat, els detalls del qual poden ser reproduïts nítidament ajustant l'enfocament de l'objectiu. L'obertura més àmplia (el número f més petit) ofereix una profunditat de camp mínima, mentre que l'obertura més petita (el número f més gran) ofereix la màxima. Hi ha dos efectes més que són molt significatius. Per un costat, la profunditat de camp és més petita quan es fotografien primers plans que quan el subjecte principal és molt allunyat. Per altre costat, com més gran sigui la distància focal de l'objectiu, més petita serà la profunditat de camp, fins i tot quan l'obertura i la distància del subjecte són les mateixes.

### Distància focal
Indica la distància en mil·límetres des del centre òptic de l'objectiu al plànol focal i defineix la potència o poder de desviació d'una lent o objectiu. La distància focal d'un objectiu està determinada per: 
- Angle d'incidència de la llum sobre la lent o, a efectes pràctics, curvatura de la lent (a major ràdio de curvatura menor distància focal).
- Índex de refracció de la lent, el qual vindrà determinat per la composició química del vidre d'aquesta.
- Longitud d'ona de la llum incident, això és, color de la llum; si bé actualment la major part dels objectius estan formats per grups de lents convergents i divergents que compensen les possibles aberracions cromàtiques derivades d'aquest aspecte.

## Construcció de l'objectiu
Els objectius de les càmeres actuals són exemples excel·lents de l'aplicació de la tecnologia del nostre temps. Els elements òptics estan construïts amb el millor vidre i el plàstic de la millor qualitat. En una càmera compacta digital, els elements individuals són molt més petits que en una lent de contacte. I un objectiu pot estar constituït per més d'una dotzena d'elements diferents. Però, hi ha més que simples elements de vidre: hi ha parts mecàniques de màxima precisió, que han de ser suficientment resistents per tal de protegir les peces de cops. Tot i així, alguns d'ells han de ser prou lleugers per tal de poder desplaçar-se pel mecanisme d'enfocament automàtic. A continuació, hi ha els elements electrònics, des de diminuts processadors que ajuden als ajustos d'enfocament automàtic fins a elements electromagnètics que tanquen el diafragma o serveixen d'ajuda a l'enfocament. La gran majoria dels objectius comparteixen la mateixa estructura bàsica.

### Barril de l'objectiu
El barril conté l'òptica i altres components de l'objectiu i constitueix la base per a les parts mecàniques, com l'enfocament i la muntura. Pot estar fet a consciència com els objectius clàssics per a la Leica o la Hasselblad, o estar fabricat amb materials senzills, com els de les càmeres compactes digitals.

### Muntura frontal
La muntura frontal acostuma a estar dissenyada per a col·locar filtres o el parasol. Si la muntura gira quan l'objectiu enfoca, acostuma a ser un inconvenient per als filtres -polaritzadors o degradats- ja que han d'estar orientats en una posició concreta-. Els objectius de les càmeres compactes poden utilitzar un adaptador que encaixi sobre el barril per a poder col·locar els accessoris.

### Anell d'enfocament
Normalment l'anell d'enfocament es troba en els objectius intercanviables, i pot ser que els objectius d'autofocus no el tinguin. Poden dirigir l'òptica en l'enfocament o activar el motor servo, el que desplaça els elements de l'objectiu.

### Muntura posterior
La muntura posterior interactua entre l'objectiu i la càmera, per aquest motiu ha d'estar fabricada amb la màxima precisió. A més, la muntura ha de ser molt resistent, ja que pateix molt desgast amb el canvi d'objectius. Els objectius actuals també transmeten informació entre l'objectiu i el cos de la càmera. En l'actualitat, els contactes són elèctrics i transmeten informació digital. Aquests contactes han de romandre nets i lliures de grassa o oli. Algunes muntures segueixen utilitzant acoblament mecànic a través del qual la càmera fa operar el mecanisme d'enfocament, o una palanca que s'acciona per a tancar l'obertura.

### Obertura
El control d'obertura acostuma a trobar-se en el barril dels objectius intercanviables, però també és freqüent que es controli amb un dial situat a la càmera. Tots els objectius poden canviar d'obertura a intervals d'un punt, però per al treball professional és important poder variar l'obertura en 1/2 punt o menys.

### Control de zoom
Hi ha dos tipus de control de zoom de l'objectiu; el més comú és el gir d'un anell estriat, similar a l'anell d'enfocament. L'altre tipus consisteix en empènyer o estirar una anella. Els dos tipus tenen els seus defensors, però l'últim pot portar pols a l'interior. Les càmeres compactes controlen el zoom a través d'un comandament en el cos de la càmera.

### Altres components
Alguns objectius, com els que s'utilitzen en les càmeres de mig i gran format, incorporen un mecanisme d'obturació entre els elements de l'objectiu. Els ajustos s'han de fer a l'objectiu o a través dels controls de la càmera. La majoria, com tots els sistemes de Hasselblad i Mamiya, s'accionen i ajusten de manera mecànica, però els del sistema Rollei ho fan electrònicament.

## Tipus d'objectius[calcitació]
Existeixen diferents tipus d'objectius que podem agrupar tenint en compte diversos aspectes com podrien ser, per exemple, la distància focal de la lent utilitzada. Cal tenir en compte que depenent el tipus de fotografies volem realitzar ens anirà millor un tipus o un altre.

### Segons les característiques de la distància focal...
Tenint en compte la distància focal de l'objectiu trobarem dons grans grups:

#### Distància focal fixa
Són aquells que no poden variar la distància focal. Per tant, no tenen l'opció de "zoom", només la d'enfocament i desenfocament. Aquest aspecte crea un desavantatge, ja que genera la necessitat de canviar d'objectiu quan es vol fotografiar amb una distància diferent o de moure la càmera per tornar a enquadrar. Solen ser d'una millor qualitat i precisió òptica, perquè estan formats per un menor nombre d'elements, fet pel qual són més compactes. Una altra característica és que són més lluminosos. S'acostumen a utilitzar molt en cinema per aquests motius.

#### Distància focal variable
Aquest grup tenen l'avantatge de tenir agrupades diverses distàncies focals en un sol objectiu. Aquesta característica els fa més versàtils i, per tant, més útils pel dia a dia, ja que no es necessari anar canviar d'objectiu. En aquest cas, els objectius tenen més elements la qual cosa fa més probable que apareguin petit errors. Solen pesar més i ser una mica més fràgils.
Dins d'aquesta categoria trobem 3 grups: 
1. Objectius multifocals: Són tots aquells objectius que poden aconseguir un nombre de distàncies focals però mai un nombre entremig a aquestes.
2. Objectius parofocals: Aquells com els d'un microscopi, que no requereixen tornar a enfocar quan sorgeix un canvi
3. Objectius varifocals: En aquest grup ubicarem tots els objectius que entre la mínima i la màxima distància focal poden situar-se a qualsevol posició que quedi entre aquestes. La gran majoria d'objectius que coneixem avui en dia són varifocals com, per exemple, els que veurem a continuació:[7]

##### Objectiu gran angular
Objectiu l'angle de visió del qual és major al de l'objectiu normal (generalment entre 60 i 180°). És l'objectiu que cobreix les focals inferiors a l'estàndard. En particular a partir de 35 mm cap avall, encara que perquè es digui realment gran angular necessitarà 28 mm o menys. N'hi ha tan fixos com amb zoom, que són molt interessants sobretot en el rang 16-28 mm que podríem anomenar supergran angular, que no és normal cobrir amb cap altre tipus d'objectiu. Com més angular sigui un objectiu és normal que sigui més car, donada la complexitat de la construcció.
S'utilitzaran per als plànols generals on ens sigui menester abastar un gran angle de visió. Així, el gran angular ens permet abastar paisatges grandiosos, interiors amplis o grups de gent (o fotografiar llocs petits que un objectiu estàndard no agafa). A més amb els més extrems s'obtenen efectes molt espectaculars amb gairebé tot l'enquadrament en focus, ja que tenen molta profunditat de camp. Solen distorsionar i deformar la imatge fent corbes les línies rectes. Per tant, es tracta d'una imatge irreal.
Són objectius que es fan servir principalment en cinema per a situar l'acció i fer grans plans generals. És el que se sol utilitzar en càmeres d'acció esportives, per fer que un espai sembli més ample del que és en realitat, en grans plans generals de batalles o per a ubicar una persona enfront d'un paisatge. Un altre ús menys comú d'aquest objectiu és donar un aire d'irrealitat o fantasia a les imatges.
També existeix l'obejctiu super gran angular.

##### Objectiu normal
Habitualment, les càmeres solen anar equipades amb un objectiu normal. Es consideren normals els que van des de 24 mm fins a 70 mm. En 35 mm, les longituds focals que ens donen un angle de visió similar al de la vista nítida de l'ull humà van de 40 a 55 mm (típicament, 50 mm). Això implica que els objectes ocupen en la imatge un espai angular igual al que ocupen en el nostre camp de visió; la representació de les tres dimensions de l'espai (perspectiva), també és similar. Si mirem pel visor d'una càmera reflex amb un objectiu normal, i al mateix temps obrim l'altre ull, la impressió que ens dona la imatge del visor és com si miréssim per una finestra, per una obertura rectangular que ens delimita una porció del nostre camp visual total. Dins d'aquest camp, els objectes apareixen de la mateixa mida que a simple vista.
L'objectiu normal ens ofereix una versió de l'escena tal com ens apareixia realment, amb una perspectiva natural i sense que els objectes apareguin reduïts o ampliats. Es tracta d'un objectiu gairebé imprescindible, fàcil d'utilitzar, el més barat i gairebé sempre disponible en diverses lluminositats i preus. Per aquestes raons és l'objectiu més emprat.
Amb un angle d'entre 40 i 65°, és útil per a la representació d'escenes sense càrrega dramàtica. La profunditat de camp és moderada. No sol presentar-se distorsió de la imatge com en els angulars, i es conserva la perspectiva original. A més, aquests objectius solen tenir una gran lluminositat. És per això que les pel·lícules més naturalistes o realistes fan servir aquest objectiu. També al documental. Quan es fa servir aquest tipus, es pretén que l'espectador s'endinsi objectivament a la història.

##### Teleobjectius
L'angle de visió és menor que el de l'objectiu normal (generalment menor de 30°). Per tant, amb una distància focal de 70 mm ja seria teleobjectiu, encara que pròpiament es diuen així als de 100 mm o més de focal. Excepte rares excepcions els "super teleobjectius" a partir de 300 mm són de focal fixa. Els zoom més habituals són de 70-300 mm, tot i que hi ha excel·lents teleobjectius de focal variable i obertura constant en el rang 70-200 mm.
També els teleobjectius són més cars com més s'allunyin de la distància focal estàndard, principalment pel cost de les lents necessàries. Així aconsegueixen augmentar la grandària de les imatges respecte a l'objecte real. Els teleobjectius són els indicats per a fotografia coses que tenim lluny, com fotografia esportiva o d'animals; o per aïllar una persona del fons, gràcies a la profunditat de camp reduïda. També s'utilitzen per fer retrats.
Les característiques d'un teleobjectiu són les següents:
- "Aplana" la perspectiva: els objectes llunyans i els propers semblen més pròxims els uns dels altres.
- Té menys profunditat de camp que un objectiu normal, i molta menys que un gran angular: amb un teleobjectiu s'ha d'enfocar amb molta cura, o la imatge queda desenfocada.
- Sol ser menys lluminós que un objectiu normal o un gran angular del mateix preu. Els teleobjectius més lluminosos són molt voluminosos i cars.
- Els teleobjectius curts (amb pel·lícula de 24 x 36 mm, objectius de 80 a 110 mm de distància focal, aproximadament) són els millors per a retrat. Els teleobjectius llargs (a partir d'uns 400 mm, aproximadament) són grans i pesats a causa de la construcció de l'objectiu i la distància de la lent respecte al plànol focal. A més, són els més indicats per a fotografiar animals.[9]

##### Objectius zoom
El zoom és un objectiu de distància focal variable amb un sistema d'ajust continu que ens ofereixen la possibilitat de triar qualsevol valor intermedi. Incorporen dos controls, un per seleccionar la distància focal desitjada i un altre per enfocar la imatge. En el cas dels objectius autofocus només tenen un control.
Destaquen per la comoditat, ja que eviten el canvi d'objectius de distàncies focals fixes (angulars, normals i teleobjetius) i constitueixen una alternativa econòmica a un joc de diversos objectius de longitud focal fixa. A més, alguns d'aquests zooms ofereixen la possibilitat de realitzar macro en algunes de les seves distàncies focals més curtes. D'altra banda, el treball resulta més ràpid i l'enquadrament més precís, sense necessitat d'acostar-se o allunyar-se del motiu. Només amb dos objectius d'aquest tipus, un teleobjectiu i un altre d'estàndard, ja disposem d'un bon equip per fotografiar qualsevol tema.
Com desavantatge, el concepte de la construcció, les fa menys lluminosos que els objectius equivalents de focal fixa. Les distàncies focals llargues tenen poca profunditat de camp i són sensibles a les vibracions que puguem produir en subjectar-ho. Generalment aquestes òptiques pesen més i són més grans que les convencionals, a causa del nombre més gran de lents que conté el seu interior.

###### Carcaterístiques d'un objectiu zoom
Quan s'escull un objectiu zoom s'ha de tenir en compte les principals característiques:
- Ràtio del zoom

La ràtio del zoom entre la distància focal més llarga i la més curta és una mesura de la versatilitat del zoom. Aquells amb un gran ràtio zoom, com els de 10x, per exemple, un 35-350mm, són molt versàtils, però també acostumen a ser pesats i tenen una obertura màxima limitada. Una ràtio de 4-5x, com un 28-135mm, per exemple, ofereix un bon equilibri entre versatilitat i mida compacta. Els zooms amb una ràtio més moderada tendeixen a donar una millor qualitat d'imatge.
- Obertura màxima

Molts objectius zoom acostumen a tenir una obertura màxima variable, per exemple, f/4-5-6, que canvia constantment al modificar la distància focal. Amb l'ajust per a la distància focal més curta té una màxima de f/4, que es redueix a l'augmentar la distància focal, per la qual cosa amb l'ajust més llarg redueix l'obertura màxima a f/5,6. Per tant, quan s'ajusta l'obertura manualment, sobretot utilitzant els ajustos mecànics sobre l'anell del diafragma, no és massa precís. Això només té importància si mesura amb un fotòmetre extern i ajusta el diafragma de forma manual. Només els objectius de qualitat ofereixen una obertura màxima que no varia en funció de l'ajust el zoom.
- Enfocament màxim (distància mínima a l'objecte)

En alguns objectius zoom, la distància mínima a l'objecte varia amb l'ajust del zoom. Normalment, la distància més propera s'aconsegueix només amb l'ajust d'una distància focal curta o amb un mode especial macro. Si és així, l'augment resultant pot ser, de fet, inferior al que s'aconseguiria enfocant des de més lluny utilitzant una distància focal més llarga.

##### Objectius macro
El macro és aquell objectiu que permet fotografiar allò més diminut per poder-ho ampliar de tal manera que es pot apreciar un gra de sorra a la fotografia. Permeten, per tant, l'enfocament a molt curta distància És, precisament, característic de la fotografia d'insectes, naturalesa de prop i de tot allò que es vol veure al més petit detall. Té poca profunditat de camp però el gran avantatge és que permet disparar fins i tot a 1cm de distància, quan amb el normal no deixa disparar. Les fotografies amb aquest objectiu tenen molta llum.
En general, són objectius dissenyats específicament per a tal fi, gairebé sempre amb longitud focal compresa entre normal i teleobjectiu. Estan minuciosament corregits per treballar a curtes distàncies, el que els fa en general costosos.

##### Objectiu ull de peix
L'objectiiu ull de peix és s'un angular extremadament ampli, que arriba fins als 180°. Proporcionen una profunditat de camp extrema, i les imatges es veuen corbes com si estiguessin reflectides en una esfera. L'ull de peix és un artifici òptic i no té res a veure amb la focal, com que un objectiu real mai podria arribar a aquest angle. La imatge que genera un ull de peix surt molt distorsionada i es pot aprofitar per a efectes sorprenents. Solen ser de focal fixa.
Les focals considerades ull de peix van des dels 8 mm fins als 15 mm. Generalment els lents entre 8 i 10 mm produeixen imatges circulars en càmeres full frame, i els que es troben a prop dels 15 mm poden cobrir tot el sensor.

### Altres objectius especials...
- Objectius flou (o objectius d'efecte flou), són objectius amb un grau d'aberració esfèrica que produeix que les imatges tinguin un cert grau de difusió, el nom d'aquest efecte prové de la paraula francesa "flou", que significa "difuminar". Van ser molt emprats durant les primeres pel·lícules en blanc i negre, i en l'inici de la fotografia de moda, ja que els tons de pell emetien un petit halo que tapava imperfeccions. Aquests objectius, avui dia, han caigut en desús, precisament per la utilització de maquillatge i dels efectes de post-processat. És amb les tècniques de processat (relativament) modernes, on evoluciona aquest efecte fins a aconseguir l'anomenat efecte Orton.
- Objectius submarins, que estan dissenyats per a refractar la llum de forma òptima sota aigua.
- Objectius medical, que són bàsicament objectius macro amb un flaix anular automàtic incorporat per a evitar ombres. Solen ser d'una alta qualitat i el seu ús principal, com el seu nom indica, és la fotografia mèdica.
- Objectius shift, en els quals es pot desplaçar l'eix òptic, controlant així la perspectiva de la càmera. S'usen molt en arquitectura, per exemple per a corregir la fugida de línies que es produeix al fer un contrapicat d'un edifici.
- Objectius UV, que posseeixen lents de quars o fluorur de quars per a poder fotografiar en la regió de llum ultraviolada.
- Objectius anamòrfics, usats habitualment en el cinema (per exemple en Cinemascope) per a estrènyer les imatges sobre la pel·lícula i comprimir així vistes panoràmiques. Òbviament, després s'utilitzen també objectius d'aquest tipus en el projector per a reconstruir les relacions originals.

## Filtres
A més a més, als objectius els podem col·locar filtres. Aquests ajuden a la reutilització de la llum, de la intensitat, a tractar els colors, a posar efectes o simplement per a protegir. Aquests filtres també poden arribar a combinar-se entre ells. Els podem separar en diferents categories: 
Filtres protectors
Serveixen principalment per a protegir la lent de l'objectiu, són molt menys car per reemplaçar que un objectiu esgarrapat.. Els més típics són el filtre "Skylight" i el UV, El filtre skylight millora la nitidesa de l'exterior, sobretot en els blaus.
Filtres de colors
Alguns serveixen per a donar una tonalitat cromàtica a la fotografia i altres són especialitzats per a emulsions en blanc i negre. Els més utilitzats són:
- Skylight. Milloren la nitidesa de l'exterior sobretot en els blaus.
- Neutral Night[15] Són els usats per netejar la contaminació lumínica.
- Polaritzador.[16] Evita la reflecció, així com que la llum entri directament per la lent de l'objectiu i apareguin els anells de Newton.
- Densitat neutra disminueix la quantitat de llum
- De contrast els trobem de tots els colors en la fotografia en blanc i negre accentuen les tonalitats d'aquest mateix color i disminueixen les del color complementari.
- De color Aquests estan una mica obsolets però es fan servir per a crear efectes curiosos en saturar d'una gama de colors concreta la imatge, deixant una sensació que pot arribar a semblar irreal.[14]

Filtres d'efectes
- Cross. Converteix un punt lluminós en una estrella de diverses puntes.
- De degradat
- D'efectes especials
- De boira
- De nit

Filtres de control de la llum
- Polaritzador. Evita la reflecció, així com que la llum entri directament per la lent de l'objectiu i apareguin els anells de Newton.
- ND. Afecten al diafragma, i per tant, a la profunditat de camp. Hi ha diversos: ND2 50% de la llum, ND4 25% de la llum, ND8 12,5% de la llum.
- Lineal
- Circular

Altres
- Soft. Suavitza els detalls de la imatge; els fa menys precisos. S'utilitza sobretot en rostres.
- Filtre IR (de rajos infrarojos)